# Scheuermühle von Jordhamn

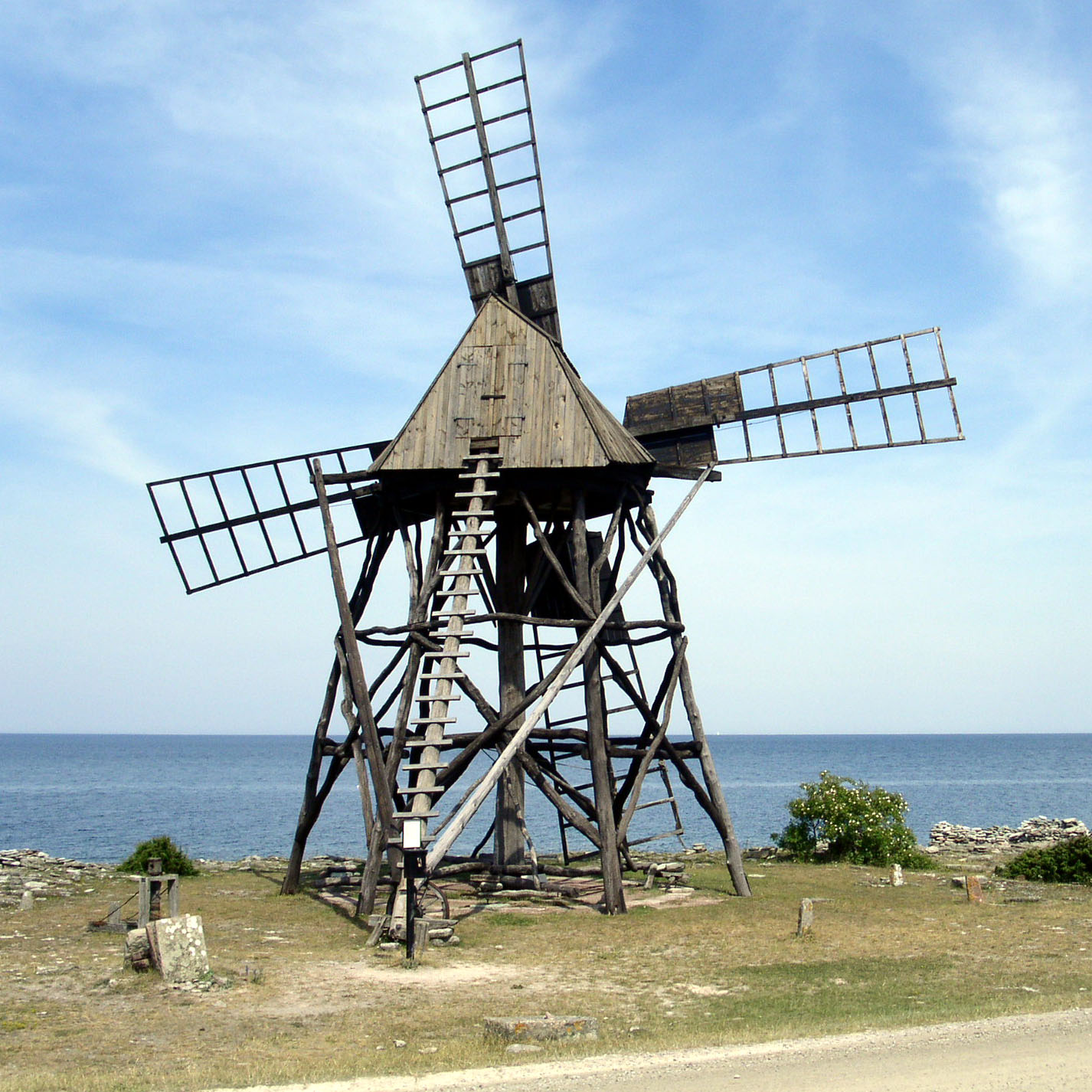
Scheuermühle von Jordhamn

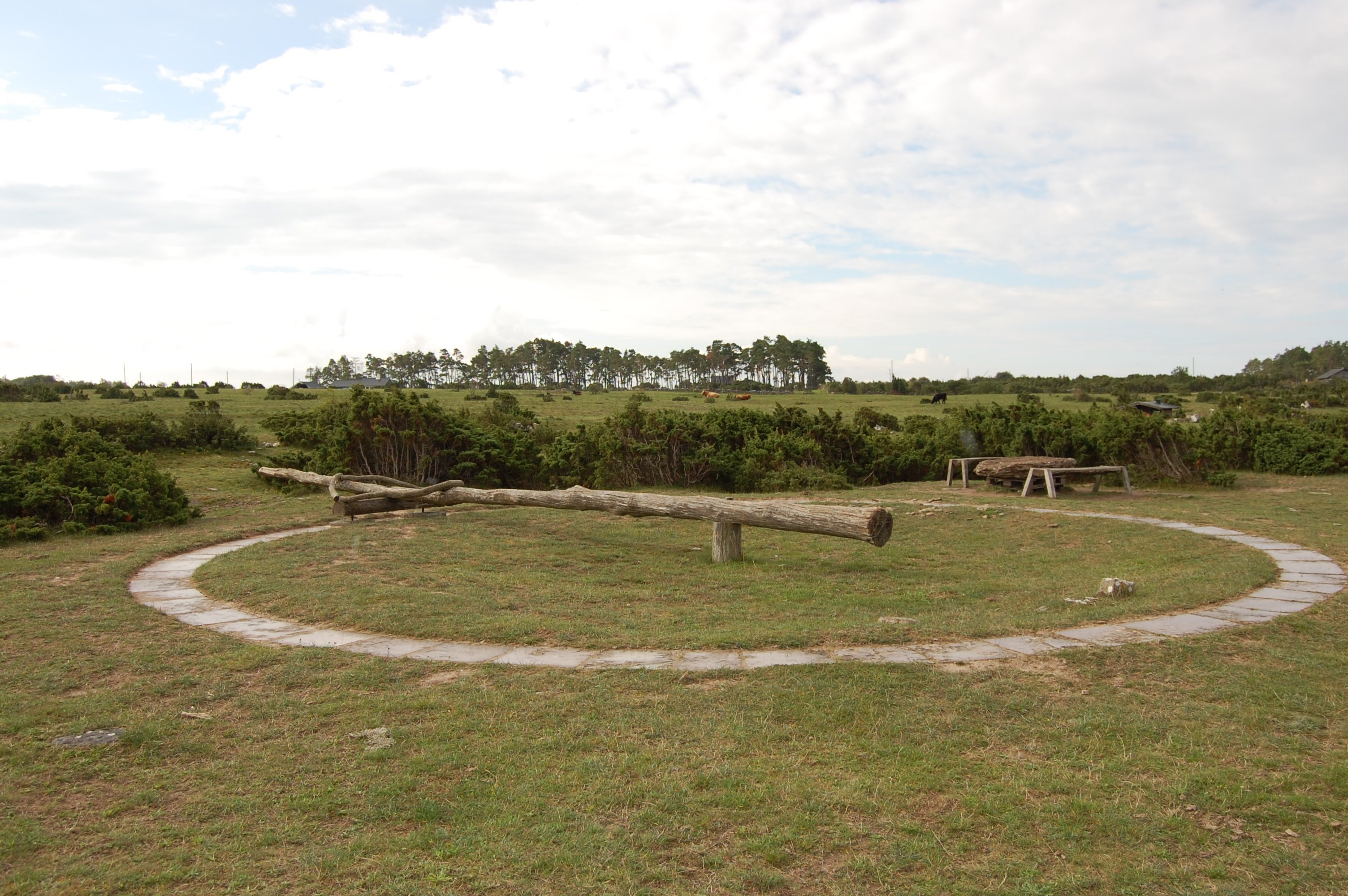
Scheuerwanderung vor der Mühle

Die Scheuermühle von Jordhamn ist eine historische Scheuermühle in Jordhamn an der Westküste der schwedischen Ostseeinsel Öland. Sie ist die einzig erhaltene Scheuermühle in Schweden. Seit 2013 ist sie als Byggnadsminne eingestuft.
Die als Windmühle errichtete Scheuermühle wurde 1905 von Zimmerleuten aus Böda gebaut. Sie diente dazu, den in der Nähe gewonnenen Kalkstein plan zu schleifen. Die so gewonnenen glatten Kalksteinplatten dienten als Steine zum Bau von Fußböden und waren ein typisches Produkt der Kalksteinindustrie auf Öland. Der Bau von windgetriebenen Scheuermühlen hatte auf Öland etwa 1850 eingesetzt und ersetzte die zuvor betriebenen Scheuerwanderungen, bei den mit Hilfe der Kraft von Ochsen oder Pferden an einem Göpel die kreisförmig ausgelegten Kalksteinplatten bearbeitet wurden. Durch den Einsatz von Windenergie ließ sich der Bearbeitungsgang von etwa einer Woche auf einen Tag verkürzen. Neben der Scheuermühle ist ein Göpel für die Scheuerwanderung zu sehen.
Obwohl die Scheuermühle Jordhamn direkt am Ufer des Kalmarsundes liegt, befindet sich neben der Mühle ein Brunnen, aus dem das zum Scheuern erforderliche Wasser entnommen wurde. So musste das Wasser nicht vom Strand bis zur Mühle geschafft werden. 
Für den Betrieb der Mühle erwies es sich jedoch als hinderlich, dass diese etwas zu tief lag und so nicht gleichmäßig genug Wind bekam. Trotzdem war die Mühle bis 1938 in Betrieb. In den 1930er-Jahren wurden die windbetriebenen Scheuermühlen nach und nach aufgegeben, da die Bearbeitung der Steine kostengünstiger industriell erfolgte.
Die Mühle war dann etwa 10 Jahre ungenutzt. 1947 erwarb der Heimatverein von Åkerbo die Mühle und setzte sich für den Erhalt des technischen Denkmals ein. Von den um 1900 auf Öland vorhandenen 30 Scheuermühlen blieb so einzig die Scheuermühle Jordhamn erhalten. Jedes Jahr im Sommer wird die restaurierte Mühle zu Demonstrationszwecken in Betrieb genommen.
In der Nähe liegt der Treudd von Jordhamn.